# Rojô no reikon
Rojô no reikon er en japansk stumfilm fra 1921 af Minoru Murata.